# Jón Ólafsson (philologue)
Pour les articles homonymes, voir Olafsson.
Jón Ólafsson, né le 24 juin 1731 et mort le 18 juin 1811, est un philologue islandais. Il était le frère de Eggert Olafsen.

## Biographie
Après des études de théologie, Jón Ólafsson s'est installé à Copenhague et s'est tourné vers des recherches philologiques. Il a publié en 1786 de savantes recherches sur l’Ancienne poésie des peuples du Nord, Om Nordens gamle Digtekonst, ouvrage couronné par l'Académie de Copenhague.

## Sources
Cet article comprend des extraits du Dictionnaire Bouillet. Il est possible de supprimer cette indication, si le texte reflète le savoir actuel sur ce thème, si les sources sont citées, s'il satisfait aux exigences linguistiques actuelles et s'il ne contient pas de propos qui vont à l'encontre des règles de neutralité de Wikipédia.
- Wikipédia en suédois

- VIAF
- ISNI
- IdRef
- LCCN
- GND
- Norvège
- WorldCat